# Học viện Hải quân Nikola Vaptsarov

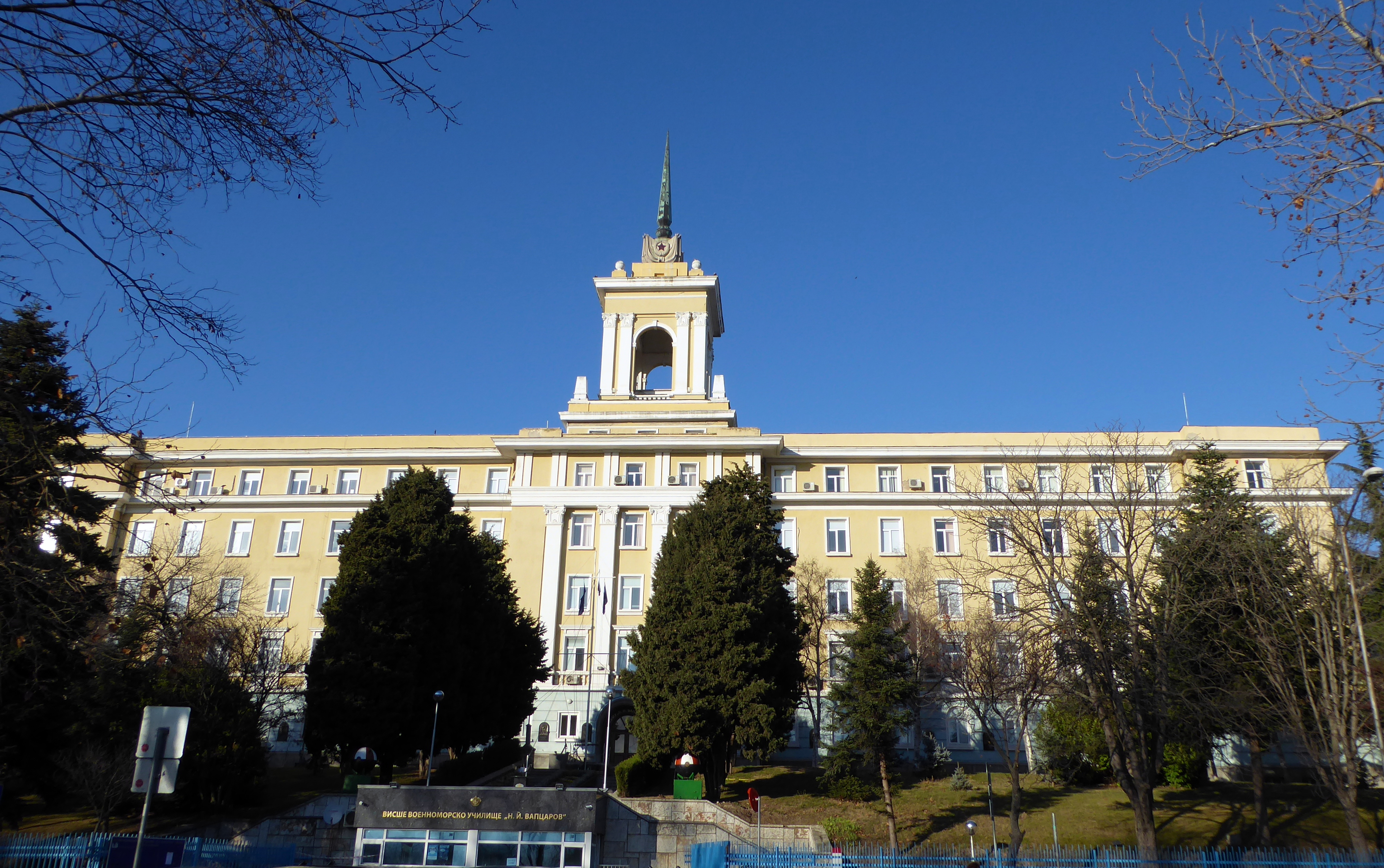

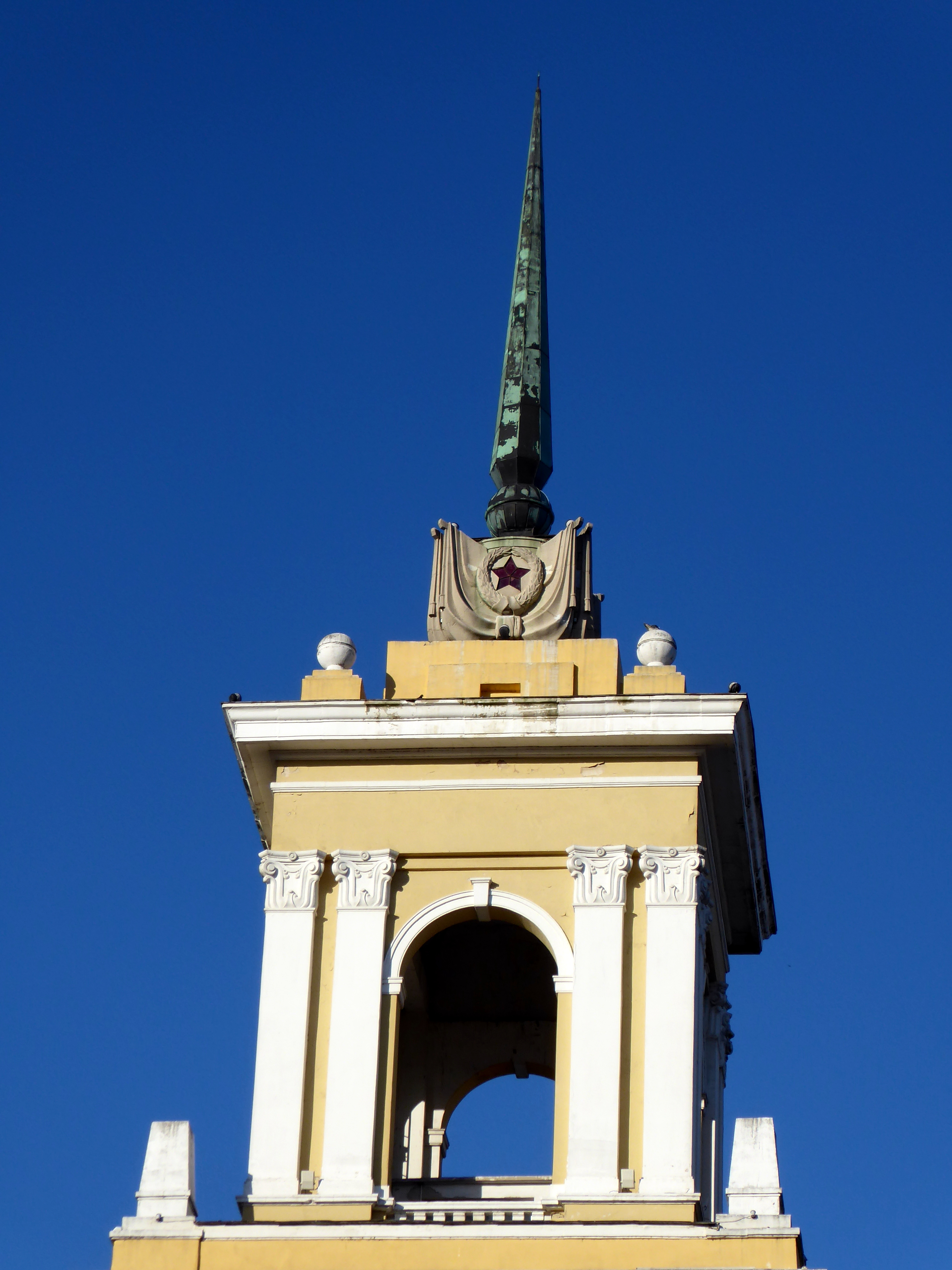

Trường Đại học Hải quân mang tên  Nikola Ionkov Vaptsarov (tiếng Bulgaria: Висшето военноморско училище Никола Йонков Вапцаров - ВВМУ), còn được gọi là Học viện Hải quân Bulgaria, mang tên Nikola Ionkov Vaptsarov, là một trường đào tạo chuyên ngành hải quân và hàng hải của Bulgaria, nằm tại thành phố Varna, Bulgaria. Lịch sử lâu đời cho thấy trường là học viện hàng hải có uy tín nhất tại Bulgaria. Các học viên tốt nghiệp của trường khi tốt nghiệp phục vụ trong lực lượng Hải quân và đội tàu Vận tải biển của Bulgaria hoặc làm việc như là các kĩ sư của ngành công nghiệp tàu biển ở trong nước hoặc ở nước ngoài.

## Lịch sử, truyền thống
Học viện Hải quân mang tên Nikola Ionkov Vaptsarov là cơ sở đào tạo kỹ thuật lâu đời nhất của Bulgaria. Với bề dầy lịch sử, và với những thành tựu đã đạt được trong quá khứ và hiện tại, Học viện Hải quân Vaptsarov đã khẳng định vị thế của một trung tâm đào tạo các chuyên gia trong lĩnh vực hằng hải có uy tín nhất tại Bulgaria. Sự  phát triển của Học viện được bắt đầu bằng một số những cấu trúc độc lập mà nó là tiền thân của các khoa, các tổ bộ môn, các phòng ban và các trường dậy nghề của  Học viện Hải quân Nicola Vaptsarov ngày nay.

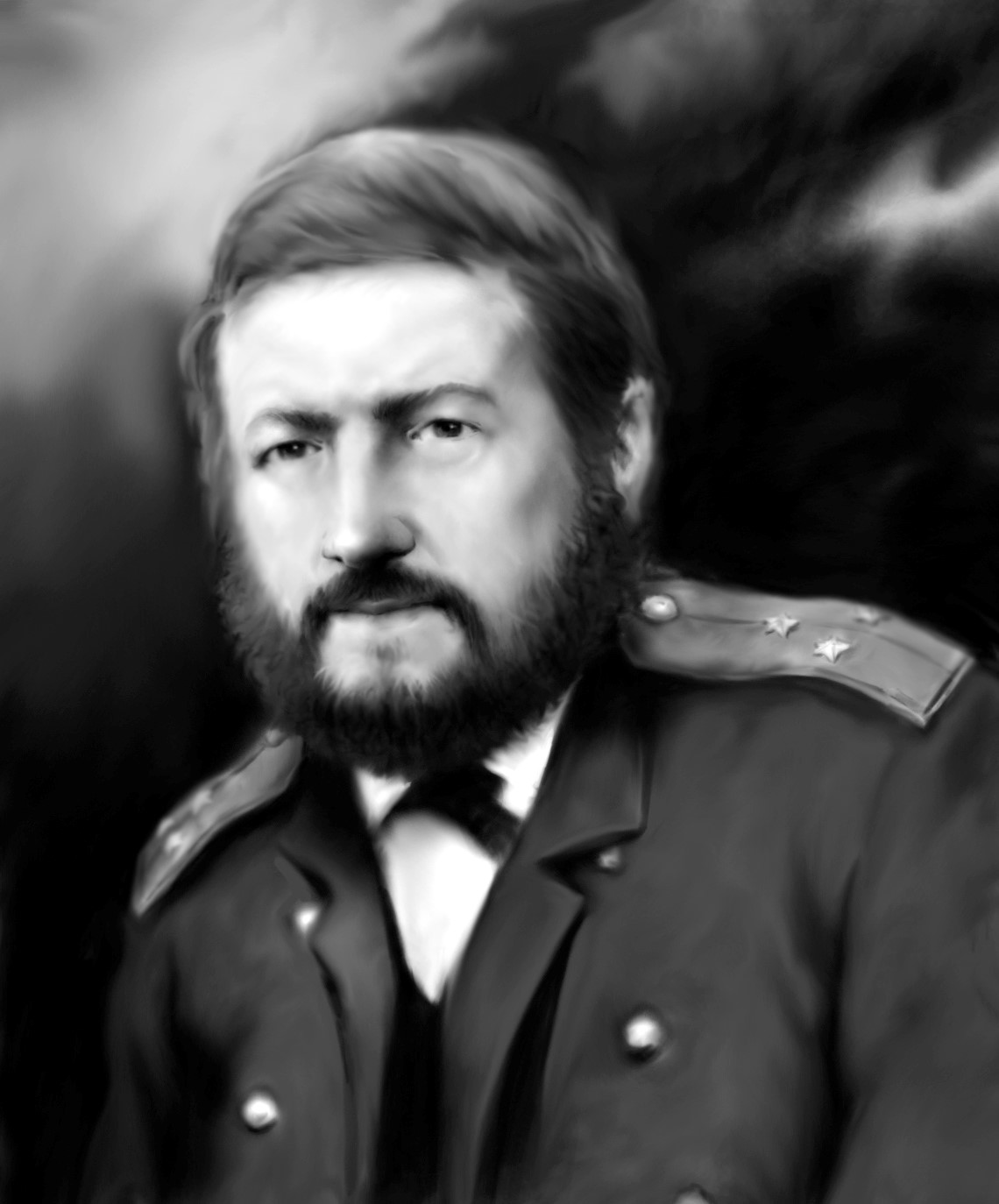
Đại úy Hải quân Alexander Konkevich, Tư lệnh đầu tiên của Hải quân Bulgaria và là người sáng lập Trường Hàng hải

### Thập niên đầu tiên
Thông tư số 7/ngày 16 tháng 1 năm 1981 của Bộ Quốc phòng Vương quốc Bulgaria về việc thành lập trường Hàng hải tại thành phố Ruse đã đặt nền móng cho việc hình thành ngành giáo dục Hàng hải của Bulgaria. Thông tư này đã thông báo thành lập Trường Hàng hải, từ ngày 9 tháng 1 năm 1881.
Lịch sử của Học viện gắn liền với tên tuổi của người sáng lập nhà trường, Đại úy Hải quân Alexander Egorovich Konkevich, "người quản lý" Hạm đội và Đơn vị Hàng hải (tên gọi chính thức của Hải quân Bulgaria ở thế kỷ 19).
Hiệu trưởng đầu tiên của Trường Hàng hải là Thiếu úy Kỹ thuật Hải quân Pavel Alexeevich Mashnin, giữ chức vụ này cho tới tháng 3 năm 1882.

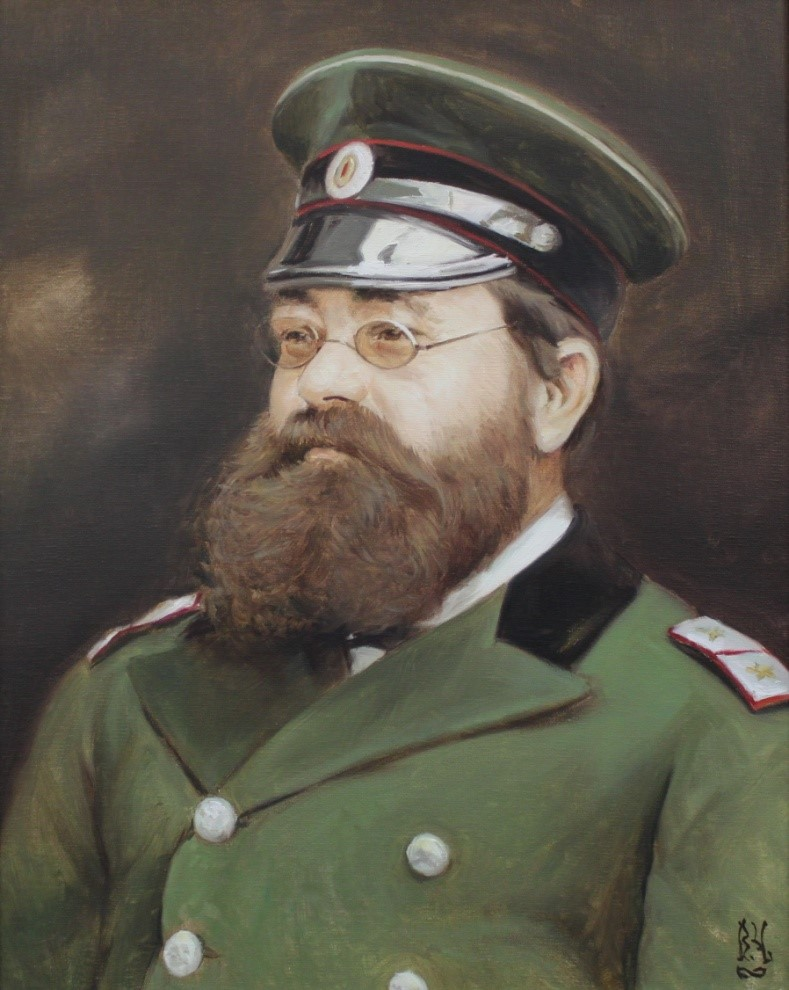
Hiệu trưởng đầu tiên của Trường Hàng hải. Thiếu úy Pavel Alexeevich Mashnin (1848, Sevastopol - 1900, Cảng Arthur).

Trường Hằng hải được giao nhiệm vụ đào tạo các thợ máy và thợ đốt lò cho Hải quân của Vương quốc. Sau năm 1883, những tài liệu chính thức về nhà trường được gắn tên "Trường Máy", "Trường Kỹ thuật", "Lớp Máy", tuy nhiên điều này không làm thay đổi địa vị của nhà trường, và nhà trường đã tiếp tục đào tạo thành công các chuyên gia kỹ thuật cho Hạm đội và Đơn vị Hàng hải. Năm 1885, những học viên tốt nghiệp trường đã tham gia vào cuộc chiến tranh giữa Serbia và Bulgaria và hai trong số đó đã được tặng thưởng vì lòng dũng cảm của họ.
Dưới ảnh hưởng của những cải cách của Bộ trưởng Giáo dục Georgi Zhivkov, thập niên cuối cùng của thế kỷ 19 được đặc trưng bới sự phát triển của các tổ chức giáo dục tại Bulgaria. Quá trình này cũng ảnh hưởng tới nhiều mặt của ngành giáo dục hàng hải. Kết quả là vào năm 1892 Trường đã được tổ chức lại và đổi tên thành Trường Hạ sĩ quan Hải quân, đào tạo thủy thủ trưởng, thủy thủ, pháo thủ, lính thủy lôi và thợ máy. Cũng trong năm này tấm bằng tốt nghiệp "Alma mater" đầu tiên đã được phát hành tại Trường và nó được giữ  dìn cho các thế hệ sau này.

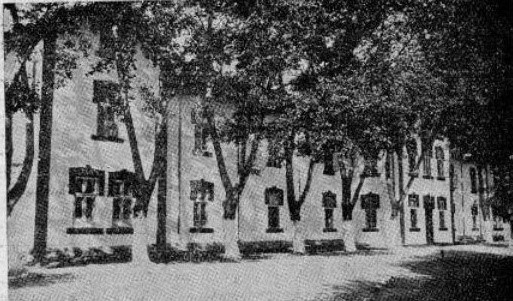
1913-1916. Toà nhà của Trường Kỹ thuật thuộc Hạm đội của Đức Vua.

Vào năm 1893, Khoá Bổ túc về khoa học Hải quân đầu tiên dành cho các sĩ quan chiến trường được tổ chức tại thành phố Russe. Trong khi Trường Hàng hải của năm 1881 không chỉ là sự khởi đầu của Học viện Hải quân, nó còn là tiền thân của khoa máy hiện tại và hầu hết các bộ môn của khoa, thì Khoá Bổ túc của năm 1893 phải được xem là tiền thân của khoa Hàng hải hiện tại cũng như các bộ môn của khoa như " Tổ chức và Quản lý các Đơn vị Chiến thuật của Lực lượng Hải quân" và bộ môn "Khai thác Hạm đội và Hải cảng". Trên thực tế việc tổ chức Khoá Bổ túc đánh dấu sự khởi đầu của quá trình phát triển lịch sử của những cấu trúc giáo dục  đào tạo các sĩ quan điều khiển hàng hải cho đất nước.
Khoá Bổ túc này đào tạo các sĩ quan đã tốt nghiệp Trường Quân sự Sofia để họ có được chuyên môn về Hải quân, khoá cũng đào tạo các học viên Bulgaria đã từng học tại các trường hải quân nước ngoài mà vì một lý do nào đó mà họ chưa tốt nghiệp các trường này. Các học viên của khoá đào tạo chuyên tu phải tham dự các kỳ thi và được cấp chứng chỉ chuyên môn của sĩ quan hải quân.
Vào đầu thế kỷ 20, Trường Hạ sĩ quan Hải quân đã tiến một bước mới. Vào năm 1900, hiệu trưởng của nhà trường là trung uý Todor Solarov. Trong thời gian Ông Solarov làm hiệu trưởng Trường đã chuyển về Varna và đổi tên thành Trường Kỹ thuật thuộc Hạm đội. Ông Todor Solarov đã nhận thức  rõ nhu cầu đào tạo chuyên sâu cho  các học viên của trường,  vì vậy vào năm 1904, với luật được Quốc hội thông qua, Trường đã trở thành Trường Trung học Kỹ thuật đầu tiên của Bulgaria và thời gian đào tạo được kéo dài tới 6 năm. Vào năm 1906 Trường đã phát hành chứng chỉ trúng tuyển đầu tiên. Vào năm 1910, Toà nhà đầu tiên được thiết kế dành riêng cho nhu cầu của Trường Kỹ thuật thuộc Hạm đội của Đức Vua được xây dựng tại thành phố Varna.
Phần còn lại của trường tại Russe đã được đổi tên thành  Trường Mìn và Thợ lò với thời gian học là 4 năm, bao gồm cả thời gian thực tập, hai năm đầu là hai năm nghĩa vụ quân sự. Trường Mìn và Thợ lò bị tạm đóng cửa năm 1909. Năm 1912, do nhu cầu các chuyên gia kỹ thuật tăng, Trường lại được mở lại dưới tên Các Trường Hàng hải Đặc biệt, trực thuộc cấu trúc mới được hình thành tại Varna được gọi là Bộ phận Đào tạo (sau đó được đổi tên Bộ phận Đào tạo Hàng hải).
Các Trường được thành lập năm 1912, tuy nhiên mãi đến năm 1913 khoá học đầu tiên của Các Trường mới được tuyển sinh gồm 34 học viên. Lúc đầu  Các Trường Đặc biệt có 3 khoa: khoa cơ điện  và mìn, khoa thợ lò và khoa lái tầu. Trong chiến tranh Thế giới Lần thứ Nhất, Trường Lặn và Trường Điện báo đã được được thành lập  và đi ngay vào hoạt động.

Hình 5. Đơn vị Huấn luyện Hàng hải(1912-1948) và các cấu trúc trực thuộc trong giai đoạn 1927-1931.

Thời gian học của Các Trường là 4 năm. Các trường này có thể được coi là tiền thân của Khoa Đào tạo Sau Đại học và Trường Đào tạo Hạ sĩ quan Chuyên nghiệp trực thuộc Học viện Hải quân Vaptsarov.
Và cũng vào năm 1912, không những Các Trường Đặc biệt mà cả Trường Kỹ thuật thuộc Hạm đội của Đức vua cũng sáp nhập vào Bộ phận Đào tạo.
Trong các cuộc chiến tranh thống nhất đất nước(1912-1918), các học viên tốt nghiệp Bộ phận Đào tạo đã tham gia các chiến dịch thả và phá mìn, trận đánh tầu tuần dương Hamidiye của Ottoman, những chiến dịch tấn công tại Balchik, Kavarna và Kaliakra, cuộc chiến tại Balchik ngày 13 tháng 12 năm 1916. Họ đã có được vinh dự làm chủ những thiết bị hải quân mới như thủy phi cơ và tầu ngầm đầu tiên của Bulgaria. Đây là giai đoạn mà tiếng Anh và tiếng Pháp được giảng dạy trong trường, và kết quả là một số học viên đã tốt nghiệp Trường Kỹ thuật thuộc Hạm đội của Đức vua đã được chọn để phong quân hàm sĩ quan hải quân và được cử đi học tại Accademia Navale tại Livorno(Italy-1994), và sau đó tại Marineschule Mürwik (Đức-1916-1918).
Những thay đổi cũng đã xảy ra tại Trường Kỹ thuật. Vào năm 1917, sau một khoá huấn luyện ngắn hạn dành cho một nhóm những học viên đã tốt nghiệp "alma mater", quân hàm sĩ quan đã được trao cho họ và đây được coi như là khoá sĩ quan đầu tiên. Vào năm 1918 Trường đã nhận được toà nhà mà nó là thủy cung ngày nay tại Công viên Biển của Varna, Trường đã ở đây cho tới năm 1922.
Sau khi các cuộc chiến tranh thống nhất đất nước kết thúc, hệ thống giáo dục hàng hải đã trải qua một lần tái cơ cấu nữa.
Bộ phận Đào tạo bây giờ được gọi là Bộ phận Đào tạo Hàng hải, và lần đầu tiên nó phụ trách tất cả các cấu trúc giáo dục và từ đây hầu hết các khoa, các bộ môn, các ban hiện tại của Trường Hải quân Nikola Vaptsarov được ra đời.
Trong khoảng thời gian từ năm 1919 đến năm 1920, "khoá đào tạo sĩ quan" không những được hoàn thành một cách thành công, mà đây là lần đầu tiên, theo Nghị định của Hội đồng Bộ trưởng số 6/1.6.1920, bằng tốt nghiệp đại học hải quân theo đúng " chương trình đào tạo của Đoàn Hàng hải tại Petersburg" được cấp cho các học viên tốt nghiệp khoá đào tạo này. Bằng tốt nghiệp cũng được cấp cho các học viên tốt nghiệp các khoá trước. Sau đó chương trình đào tạo của cấu trúc giáo dục này đã được hoàn thiện một cách đáng kể. Vào những năm 1925 và 1928, trên cơ sở những kinh nghiệm đã có được, hai Khoá Đào tạo Thuyền trưởng đã được thực hiện, khi kết thúc khoá đào tạo này, sau nhiều năm học lý thuyết và thực hành, các học viên đã được nhận bằng tốt nghiệp đại học hàng hải chuyên ngành. Trong số những người đã tốt nghiệp, đã có rất nhiều các sĩ quan trẻ của Cục Cảnh sát Biển(tên gọi chính thức mà Hải quân Bulgaria  tồn tại lúc bấy giờ theo các điều khoản của Hiệp ước  Neuilly-sur-Seine), và các thuyền trưởng của Công ty Vận tải Biển Thương mại của Bulgaria(tiền thân của Công ty TNHH Hàng hải Bulgaria).

### Trường máy hàng hải
Theo những điều khoản của Hiệp ước Hoà bình Neuilly-sur-Seine, vào năm 1921 Hải quân của Đức vua đã bị giải tán. Tuy nhiên trước đó một năm, Trường  Kỹ thuật đã không còn trực thuộc Bộ Quốc phòng và đã đổi tên thành Trường Kỹ thuật Hàng hải. Phần đào tạo thực hành được tiến hành tại các xưởng chế tạo vũ khí, trên tầu, trên các lớp học cơ điện, trong các tổng đài bưu điện, trong các phòng phát thanh, trong các nhà máy phát điện, trong các ga và xưởng sửa chữa xe lửa, trên các tầu khu trục, tại Bozhurishte, tại các mỏ ở Pernic, và ở rất nhiều các nơi khác. Có những khoảng thời gian Trường trực thuộc Bộ Công nghiệp và Lao động, và sau đó trực thuộc Bộ Đường sắt, Thông tin và Cảng. Học viên tốt nghiệp Trường có thể tiếp tục theo học tại tất cả các trường đại học kỹ thuật ở trong nước và nước ngoài.
Ngay sau khi Chiến tranh Thế giới Lần thứ nhất kết thúc, khoa lái tầu của Các Trường Hàng hải Đặc biệt đã tách ra và chuyển thành Trường Cá và tồn tại đến ngày 1 tháng 4 năm 1934.
Vào năm 1930, Các Trường Hàng hải Đặc biệt đã dược tổ chức lại và ba khoa mới được thành lập: Cơ Điện, Máy và Động cơ. Chương trình học của các trường này đã được hoàn thiện và nâng cấp.
Trường Kỹ thuật và Trường Mìn và Thợ lò, sau đó được đổi tên là Các Trường Hàng hải Đặc biệt là  những cơ sở giáo dục đầu tiên của Bulgaria mà nó không chỉ đã đào tạo hàng trăm các chuyên gia có trình độ chuyên môn cho nhu cầu của Hải quân mà còn cho nền công nghiệp mới nổi của Bulgaria.
Vào năm 1929, địa vị pháp lý của Trường Hàng hải Đặc biệt được xác lập một cách chính thức trong một luật riêng và Trường được đổi tên thành Trường Hàng hải. Hai năm sau Khoa Đi biển được thành lập, nó được giao nhiệm vụ đào tạo các sĩ quan đi ca cho hạm đội tầu buôn. Các sĩ quan của Cục Cảnh sát Biển được đào tạo một phần tại Trường Hàng hải và tốt nghiệp tại Trường Quân sự Sofia, mà ở đó họ họ cũng học những bộ môn tương tự. Trường Quân sự Sofia, là trường đại học từ năm 1923, cấp bằng tốt nghiệp cho các sĩ quan trong chừng mực mà các sĩ quan cần, và cũng theo đúng các điều khoản của Hiệp ước Neuilly-sur-Seine chỉ cho phép Bulgaria có một trường quân sự.
Vào năm 1934, Trường Kỹ thuật Hàng hải đã chuyển về Trường Cá đã đóng cửa ở trên dảo St.Cyril gần thành phố Sozopol. Vào năm 1940, Trường lại trở về Varna tại toà nhà Đại điện lớn trên phố Stefan Karadzha. Và cũng trong năm đó, các học viên tốt nghiệp Trường đã tham gia vào cuộc đổ bộ  tại Balchik, trong sự trở lại của Dobrudzha Phía Nam trên biên giới của Vương quốc Bulgaria.
Vào năm 1942, với Sắc lệnh của nhà vua, Trường Hàng hải đón nhận danh hiệu là Trường Đại học Hàng hải Chuyên ngành và mang tên Trường Hải quân của Đức vua. Vào năm 1943, khoa Hàng hải được  mở tại Trường sĩ quan Dự bị – Varna', mà nó được thành lập bên trong Trường Hải quân của Đức vua để đào tạo các sĩ quan dự bị cho hải quân.

### Giai đoạn sau Thế chiến thứ hai

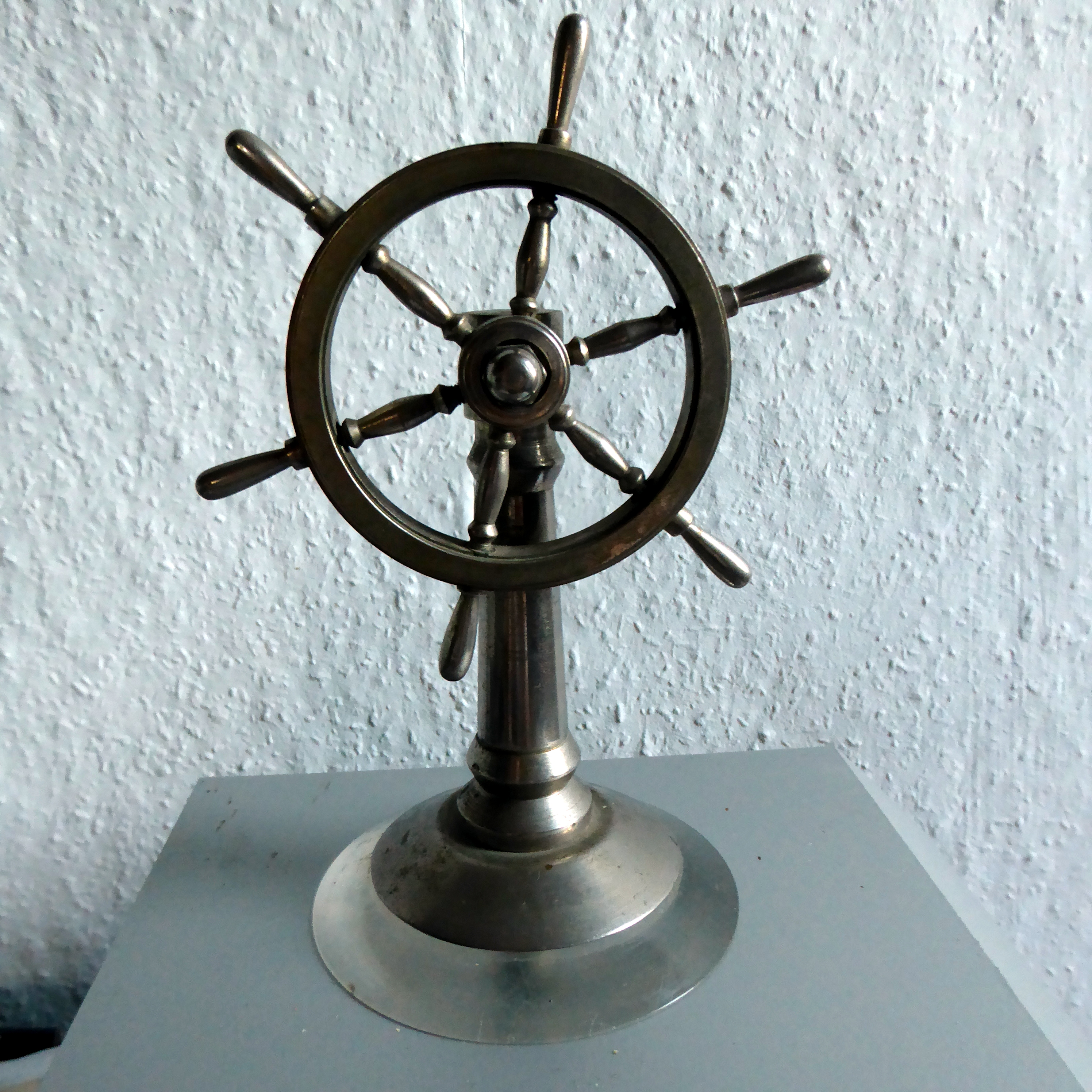
Award for achievements in the framework of the Movement for "Technical and Scientific Creativity of the Navy Youth" (TNTFM, in Bulgarian ТНТФМ), IXth session, 1977, to graduate engineer Atanas Totchkov.

Trong giai đoạn 1945-1946, Trường được gọi là Trường Hải quân Nhân dân thuộc các lực lượng Hải quân, và trong giai  đoạn 1946-1949 – Trường Hải quân Nhân dân. Vào năm 1949, Trường đã nhận Nikola Vaptsarov, nhà thơ, cựu học viên khoá 1926 làm công thần của  Trường và nhận tên Học viện Hải quân Nhân dân N.Y.Vaptsarov.
Một trang đặc biệt trong lịch sử của Trường là việc đào tạo các học viên nước ngoài, một tiêu chuẩn hướng tới việc khuếch trương uy tín quốc tế của Trường. Nó được bắt đầu với một số học viên của Séc và Albani  năm 1953. Cho tới năm 1994, có tổng số 141 người nước ngoài từ 11 quốc gia khác nhau của 4 châu lục đã nhận được bằng tốt nghiệp của Học viện Hải quân N.Y.Vaptsarov.
Năm 1954, Trường chuyển về trụ sở hiện nay, số 73 phố Vasil Drumev. Vào năm 1956, theo quyết định của Quốc hội, Trường đã nhận danh hiệu trường đại học kỹ thuật hàng hải và đổi tên thành Trường Đại học Hải quân Nhân dân N.Y.Vaptsarov. Năm 1960, Trường đã dược đăng ký trong danh sách của Tổ chức Hàng hải Quốc tế(IMO) thuộc Liên hiệp Quốc và bằng do nhà trường cấp được công nhận trong tất cả các chủ tầu trên thế giới.
Vào năm 1968, Trường đã xây thêm một tầng cho giảng đường chính của Trường. Từ năm 1981, tên mới của Trường là Học viện Hải quân Nicola Vaptsarov. Năm 2000, Học viện được  vào trong Danh sách Trắng của IMO và được công nhận là một trường đào tạo hàng hải tuân thủ đầy đủ Công ước STCW 78/95. Năm 2001, theo quyết định của Uỷ  ban Đánh giá và Cấp phép trực thuộc Hội đồng Bộ trưởng, Trường đã được công nhận là trường đại học theo Luật Giáo dục Đại học  mới. Năm 2000, Trường đã nhận được chứng chỉ chất lượng ISO9002.4 của Lloyd cho môn Hàng hải, và đến năm 2004, ISO 9001-2000 cho tất cả các môn.
Vào tháng 9 năm 2007, theo yêu cầu của Bộ Quốc phòng và với quyết định của Bộ Giáo dục và Khoa học của Cộng hoà Bulgaria, Trường Hạ sĩ quan trực thuộc Học viện Hải quân Nikola Vaptsarov đã được thành lập tại Varna.

## Các Ban Ngành của Trường ngày nay
Ngày nay, Học viện Hải Quân "N.I.Vaptsarov" được cấu thành từ những khoa sau: Khoa Hàng Hải, Khoa Kỹ Sư, Khoa sau đại học và trường cao đẳng chuyên đào tạo đội ngũ chuyên nghiệp.
Trong trường chuyên đào tạo những chuyên ngành sau:
A: Cho lực lượng hải quân, với thời gian đào tạo là 5 năm. Học viên tốt nghiệp sẽ nhận đồng thời hai bằng tốt nghiệp. Một là bằng cử nhân chuyên ngành và hai là bằng chuyên viên quân sự. Bao gồm các chuyên ngành sau:
1. Điều khiển tàu cho hải quân;
2. Máy tàu cho hải quân
3. Thông tin liên lạc cho hải quân
B.Cho ngành công nghiệp hàng hải với thời gian đào tạo là 4 năm. Sinh viên sau khi ra trường sẽ được nhận bằng cử nhân chuyên ngành mà mình theo học. Bao gồm những chuyên ngành sau:
1. Điều khiển tàu biển;
2. Nhân viên radar tàu;
3. Máy tàu;
4. Điện tàu;
5. kỹ sư sửa chữa tàu biển;
6. Dịch vụ cảng;
7. Kỹ sư biển;
8. Điều khiển tàu sông;
9. Quản lý giao thông đường thủy;
10. Kỹ thuật thông tin liên lạc trong ngành công nghiệp hàng hải.